# Гуспини
Гуспини (итал. Guspini) — коммуна в Италии, располагается в регионе Сардиния, подчиняется административному центру Южная Сардиния.
Население составляет 11 514 человек (30-06-2019), плотность населения составляет 65,92 чел./км². Занимает площадь 174,67 км². Почтовый индекс — 9036. Телефонный код — 070.
Покровителем населённого пункта считается святитель Николай Чудотворец. Праздник ежегодно празднуется 6 декабря.

## Примечание
1. ↑  Guspini (итал.) // Wikipedia. — 2019-11-04.